# Виктор Понеделник
Виктор Понеделник е съветски футболист и треньор. Легенда на СКА Ростов и националния отбор на СССР. Вкарва победния гол за „Червената армия“ на финала първото европейско първенство през 1960 г. срещу Югославия, с който и донася титлата на съюза.

## Кариера
Юноша е на Буравестник, където треньор му е Иван Гребенюк. Първият му професионален отбор е Ростселмаш. През 1958 за първи път е повикан в националния отбор на СССР, ставайки първият футболист, играещ в „Клас Б“ с повиквателна за „Сборная“. През 1959 преминава в другия голям клуб от Ростов – СКА. Виктор става една от звездите на ростовските армейци. През 1960 е повикан в националния отбор на СССР и дебютира с хеттрик срещу отбора на Полша. Участва на първото европейско първенство, където вкарва 2 гола и става голмайстор. Отбелязва победният гол на финала срещу Югославия, в който СССР побеждава с 2 – 1. Виктор се утвърждава като централен нападател на „червената армия“ и в първите си 5 мача отбелязва 7 попадения. След фурора на европейското е трансфериран в ЦСКА Москва. Месец след като преминава в столичните „армейци“, Понеделник престава да се появява на тренировки и се връща в родния си Ростов на Дон, където поддържа форма преди на полусезона да му е разрешено отново да играе за СКА Ростов. През 1962 вкарва 8 гола, а отборът му е с най-много отбелязани попадения в шампионата. По това време Понеделник е и капитан на отбора. Редовно попада под номер 1 в списък „33 най-добри“. През 1964 отново участва на европейско първенство, но този път СССР остава на второ място, след загуба от Испания на финала. През 1966 преминава в Спартак Москва като играе само в контроли, защото изтърпява наказание за местното първенство. Целта пред Виктор е да играе на световното първенство в Англия, но не попада в групата поради заболяване от астма. Решава да спре с футбола след като качва килограми и се разболява от апендицит.
След края на кариерата си за кратко е треньор на Ростселмаш. Работи като журналист в „Советский спорт“ и ежеседмичника „Футбол“. В периода 1984 – 1990 е главен редактор на вестник „Футбол-Хокей“. Освен това е автор на 4 книги: „Любовь моя, футбол“, „Штрафная площадка“, „Мяч – в ворота“ и „Исповедь центрального нападающего“. На негово име е кръстена детско-юношеската школа в Ростов на Дон.
Умира на 5 декември 2020 г.